# Слух

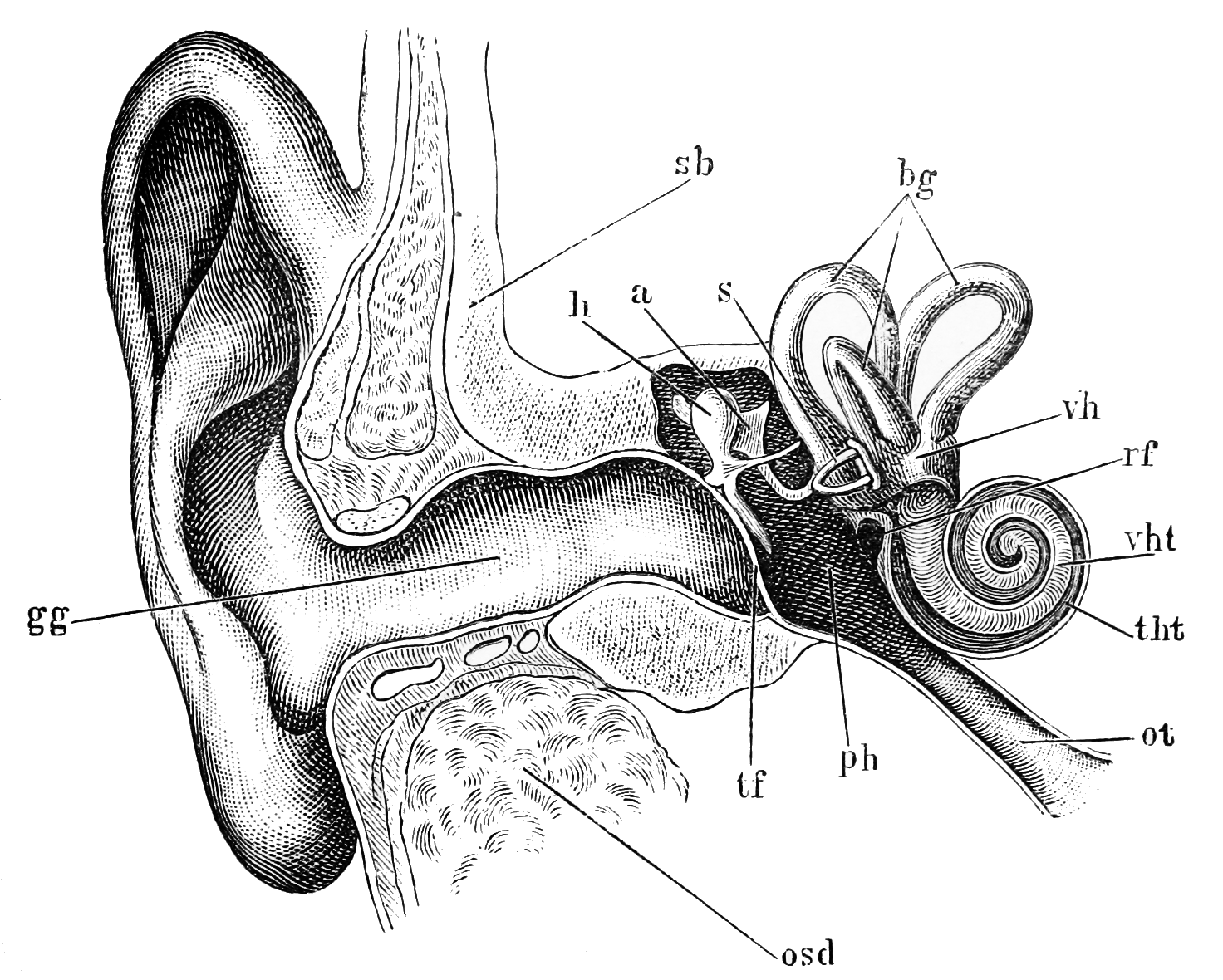
Схема будови вуха людини

Слух — одне з зовнішніх чуттів, що дає можливість сприймати звуки, мову за допомогою спеціального органа — вуха.
Звуки змушують коливатися барабанну перетинку, яка передає коливання у внутрішнє вухо. Інформація про коливання потрапляє в мозок, який розпізнає різні звуки. Людина чує звуки частотою від 16 Гц до 20 кГц.
Деколи вуха закладає. Тиск повітря змінюється і вуха не встигають відразу до цього пристосуватися — тому що тиск є різним з зовні барабанної перетинки і в середині. У момент вирівнювання тиску у вухах чується хлопок.
3 березня — Міжнародний (Всесвітній) день охорони здоров’я вуха та слуху. 